# フライデーズ・フォー・フューチャー
フライデーズ・フォー・フューチャー（英語: Fridays For Future、略称: FFF）、未来のための金曜日（みらいのためのきんようび）は、スウェーデン出身の環境活動家・グレタ・トゥーンベリが行った気候変動に関するリクスダーゲン（スウェーデン議会）での呼びかけに、世界中の人々が賛同し創設された国際的なムーブメント。科学のもとに団結をキャッチフレーズに政策立案者に気候変動対策を求める活動を行っている。
スウェーデンの女子高生で後に広報になり、スウェーデンの外へ広範な組織化を始めたグレタ・トゥーンベリらは一緒にフライデーズ・フォー・フューチャーの名前で気候変動学校ストライキ（英語: School Climate Strike）運動を組織。2018年8月にリクスダーゲンで気候のための学校ストライキ（Skolstrejk för klimatet）の名で抗議を展開 。
2019年3月15日の世界的なストライキでは、100万人以上のストライカーが集まる。125か国で約2200回のストライキが開催された 。2019年5月24日に2回目のグローバルストライキが行われ、150か国で1600件のイベントで数十万人の抗議者が集まった。イベントは、2019年の欧州議会選挙に合わせてタイミングが取られた 。
2019年グローバル気候マーチは、150を超える国々で4500回のストライキが行われ、9月20日金曜日と9月27日金曜日に集中した。世界史上最大の気候変動のストライキのように、9月20日のストライキは約400万人の抗議者を集めた 。9月27日、イタリアで100万人以上の抗議者、カナダで数十万人の抗議者を含む、推定200万人が世界中でデモに参加した 。

## 2015年11月の気候ストライキ
2015年11月下旬、独立した学生グループが、パリで開催された2015年国連気候変動会議の初日に世界中の学生を招待して学校をスキップ。会議の初日である11月30日に、「気候変動のストライキ」が100か国以上で開催され 50000人が参加 。この運動は①100％のクリーンエネルギーを使用すること、②化石燃料を地面に保持すること、③気候難民を支援することの3つの要求を行った。

## 2018年のグレタトゥーンベリと他の初期のストライカー

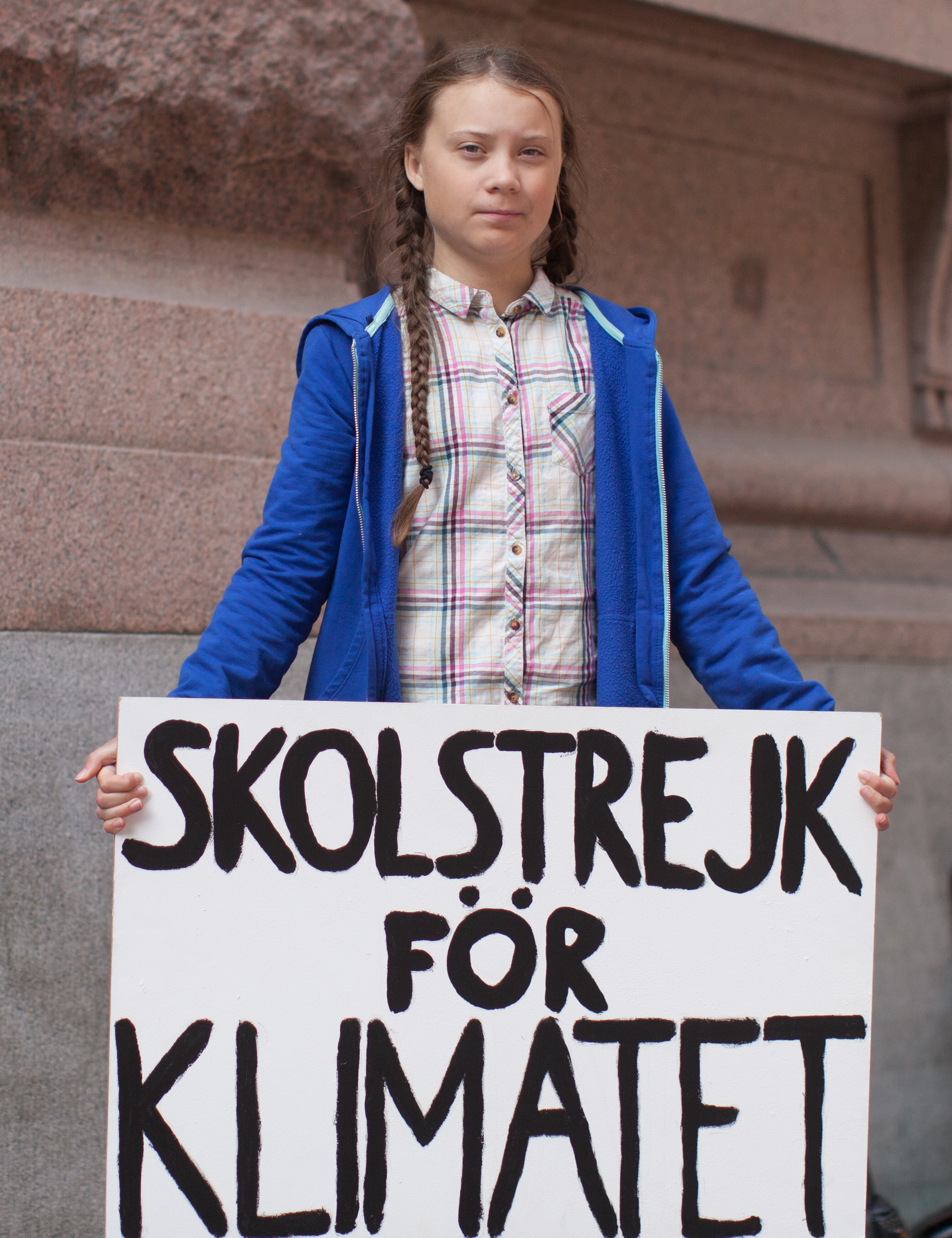
2018年8月、ストックホルムのスウェーデン議会の前でグレタ・トゥーンベリ

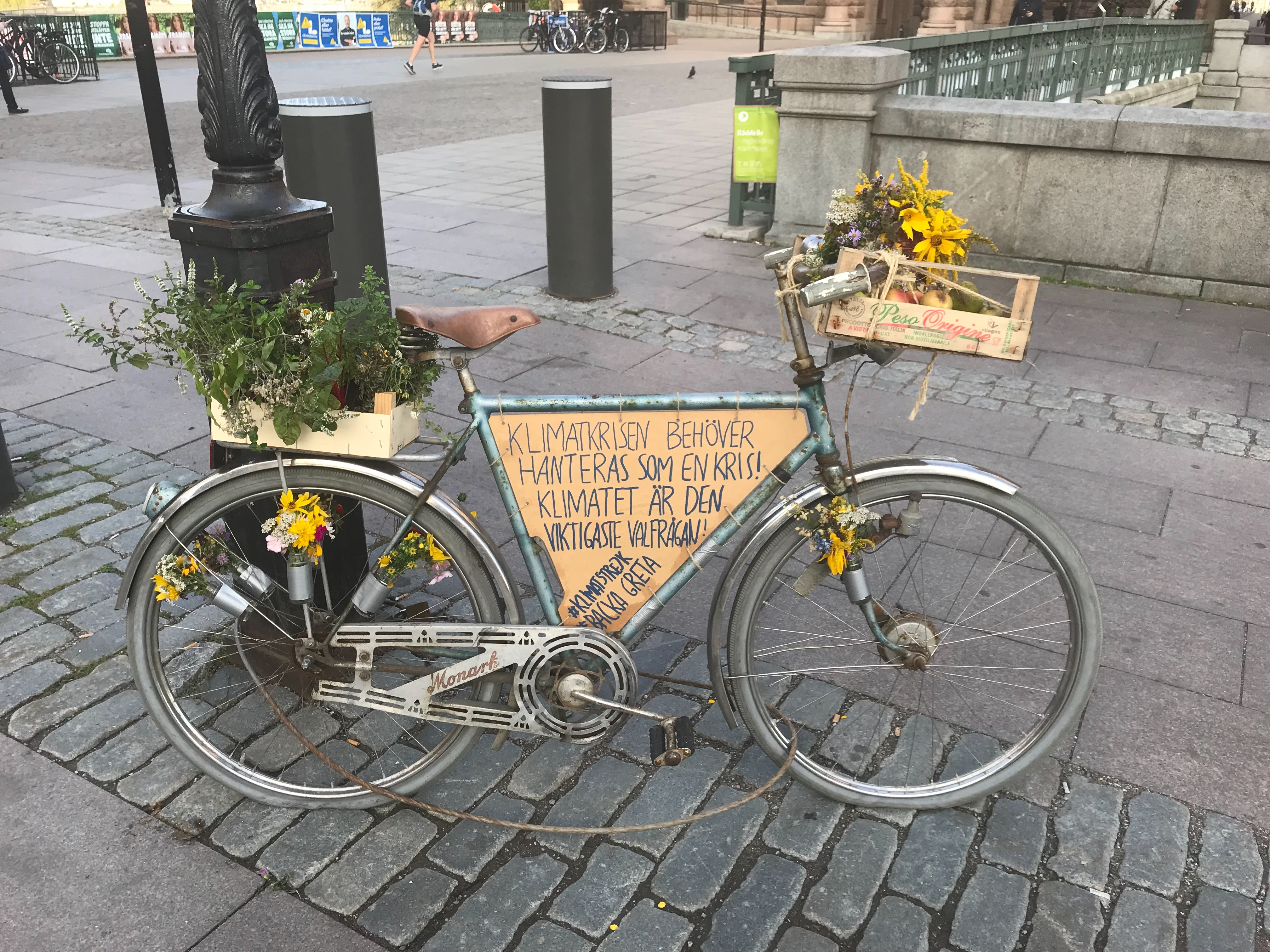
2018年9月11日のストックホルムでの活動家の自転車：「 気候変動は危機として扱われなければなりません！ 気候は選挙の最も重要な問題です！」

2018年8月20日、スウェーデンの気候活動家としてトゥーンベリは当時9年生で 、熱波とスウェーデンでの山火事の後、2018年9月9日のスウェーデン総選挙まで学校に出席しないことを決めた 。彼女は、フロリダ州パークランドにあるマージョリーストーンマンダグラス高校で10 月に活動した活動家からインスピレーションを受けたという 。リクスダーゲンに向けてトゥーンベリは授業時間中に毎日外に座る抗議 Skolstrejk för klimatet（「気候のための学校のストライキ」）  を開始、彼女の要求の中には、スウェーデン政府がパリ協定に従って二酸化炭素排出量を減らすことがある。総選挙の直前の9月7日、彼女はスウェーデンの施策がパリ協定に一致するまで毎週金曜日にストライキを続けると発表。彼女はスローガン「FridaysForFuture」を生み出し、世界中の注目を集めた。彼女は世界中の生徒を刺激してストライキへの参加をうながした 。
トゥーンベリは、気候変動に対処するために必要な作業に引き続き注意を喚起するために、ヨットで2週間の旅でニューヨーク市に赴き、彼女は9月20日に米国で計画されている学校のストライキに参加し、ニューヨーク市で2019年9月23日に国連気候サミットで講演した。

## 成長する動き

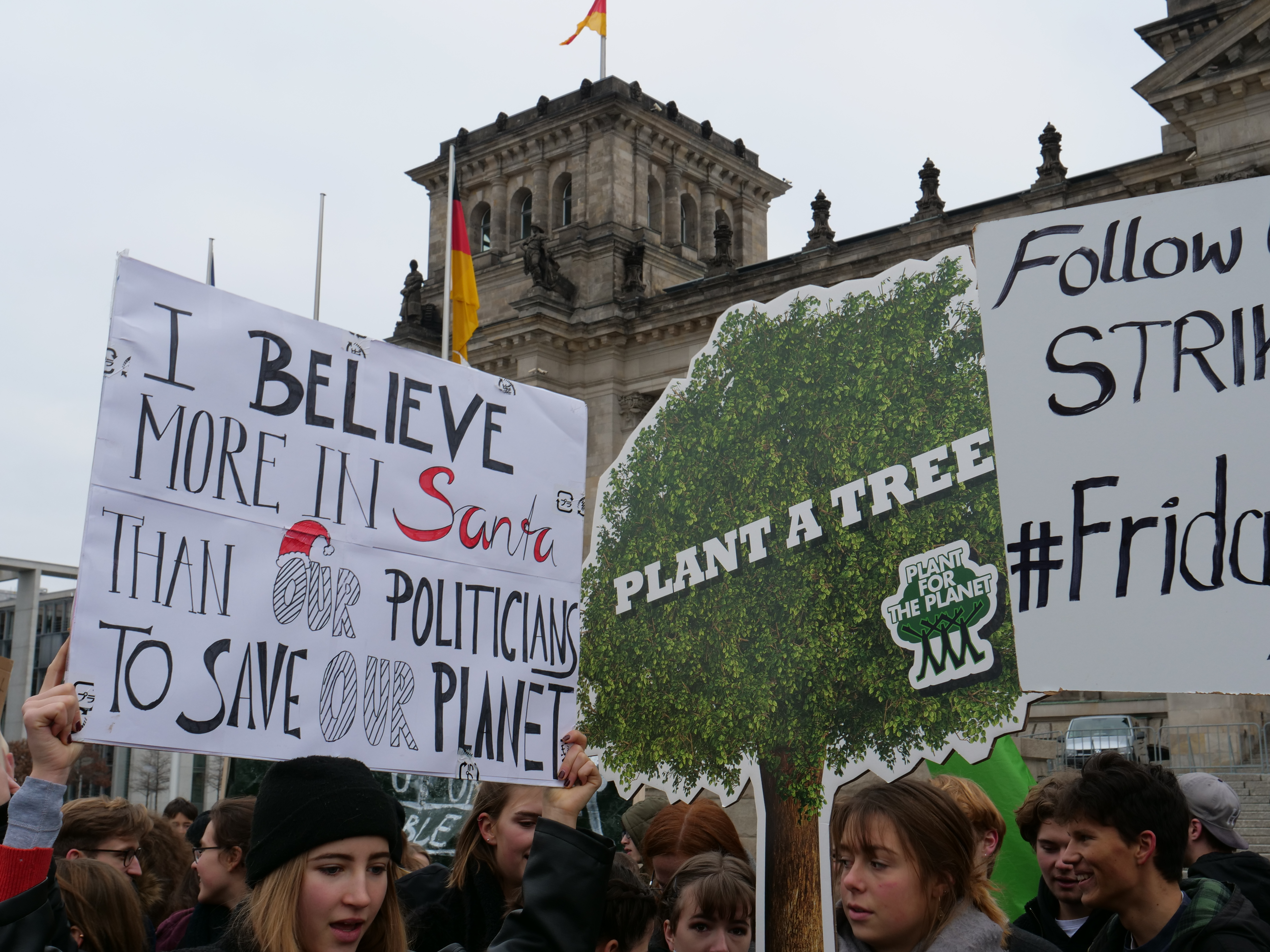
「FridaysForFuture」、2018年12月14日、ベルリンのドイツ議会の前で抗議

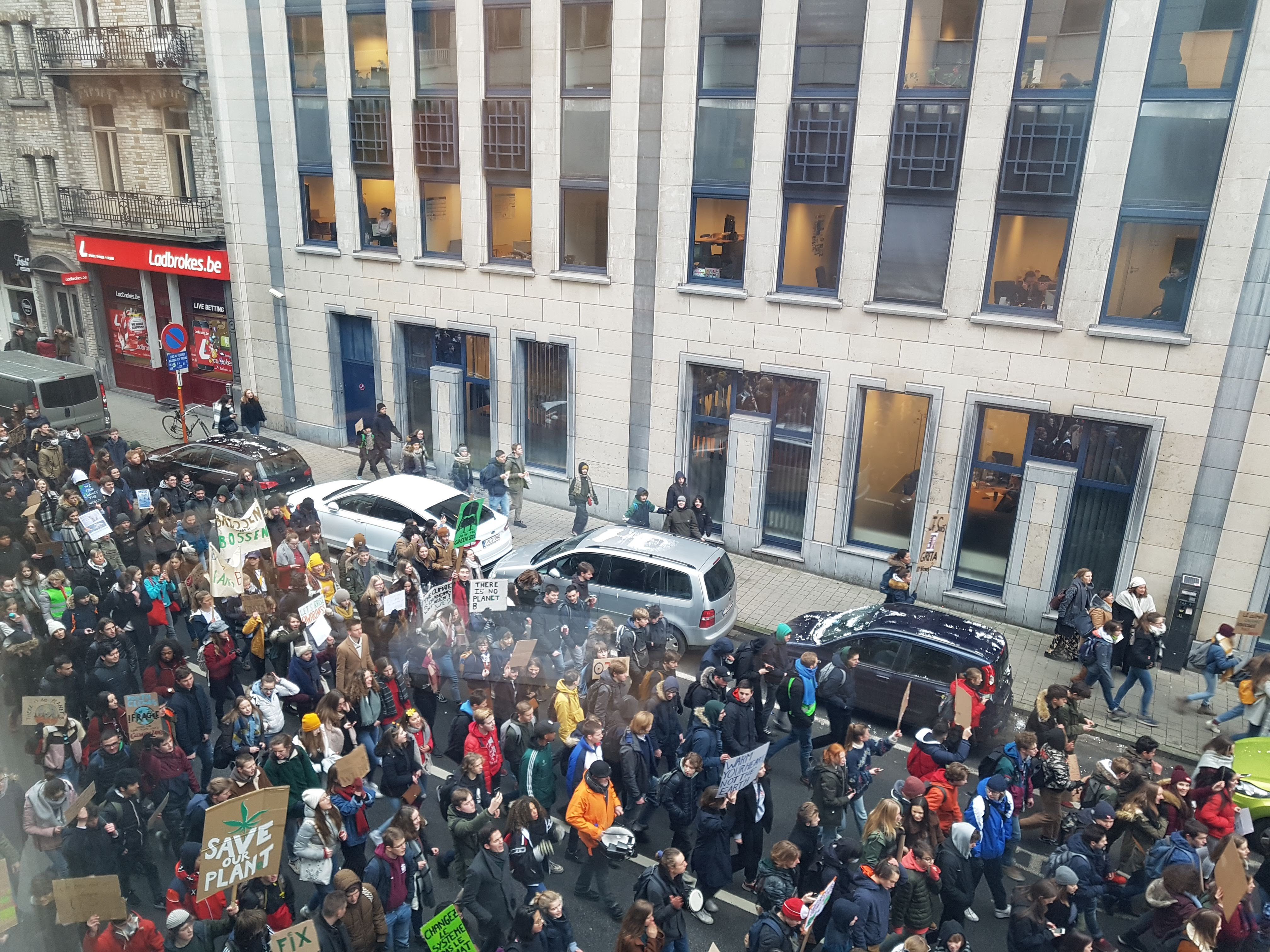
ブリュッセル、2019年1月24日

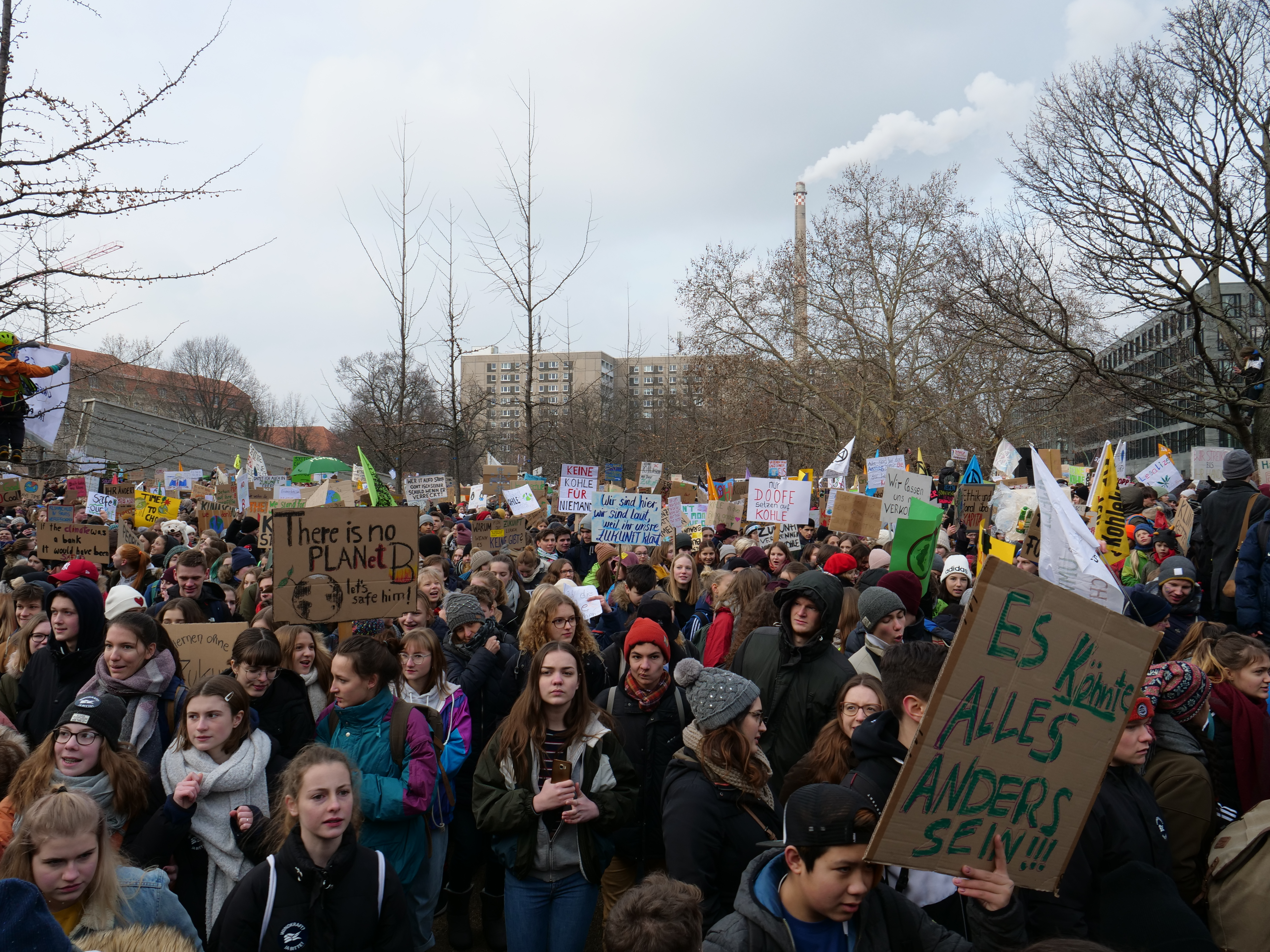
2019年1月25日のベルリンでの気候ストライキ

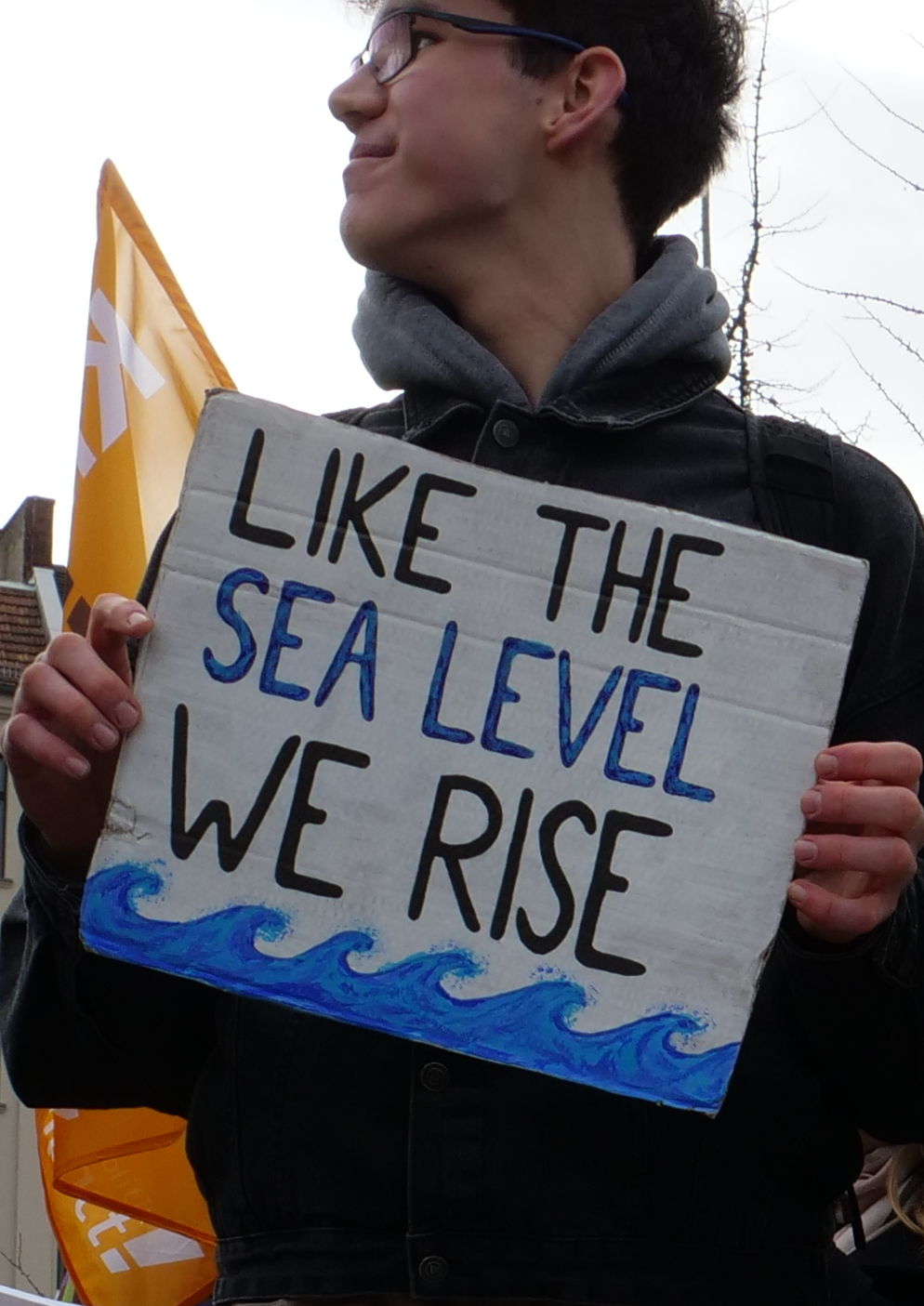
2019年2月8日にベルリンのアンバリデンパークでの集会でプラカード

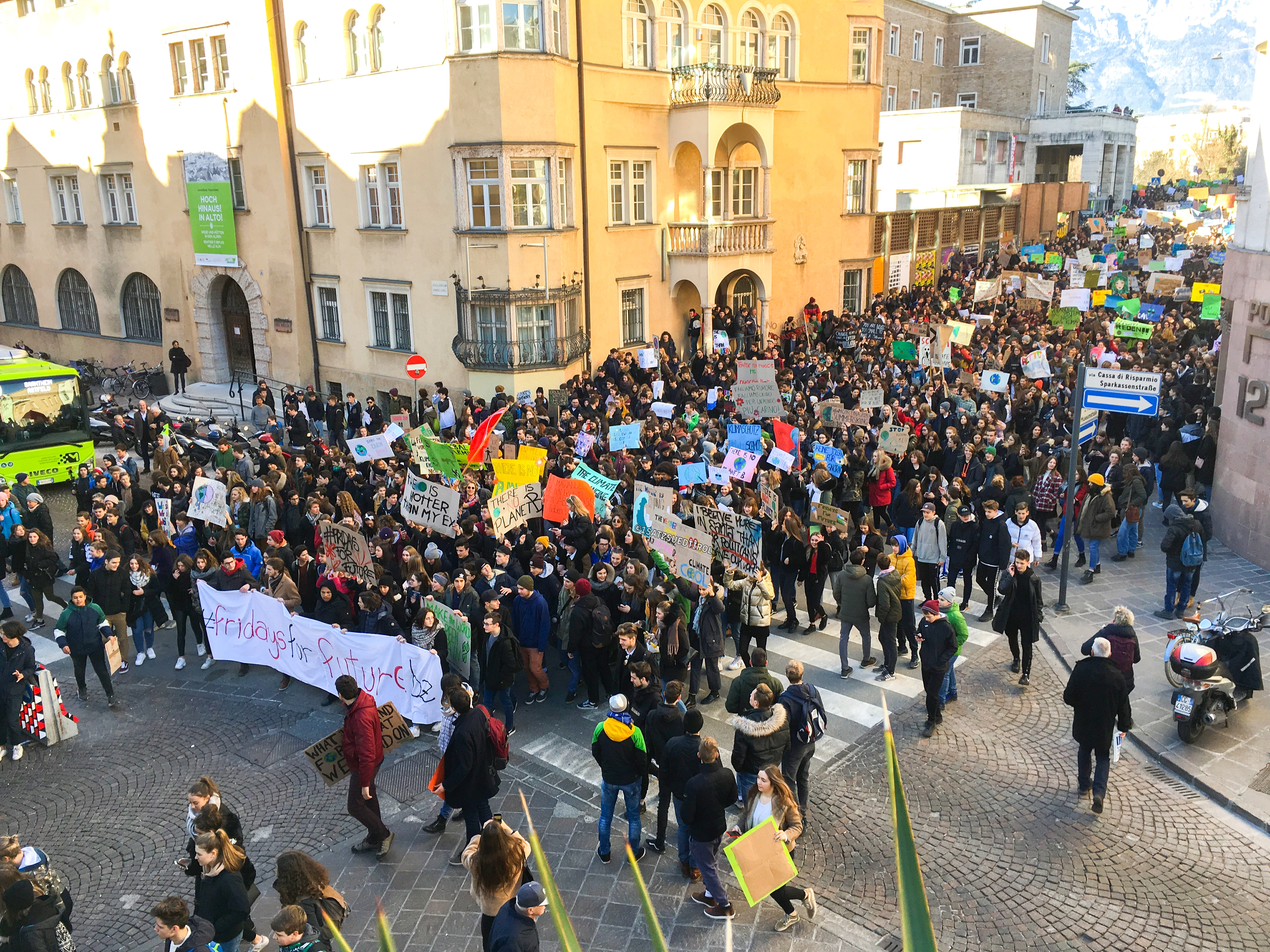
ボルツァーノ、2019年2月15日

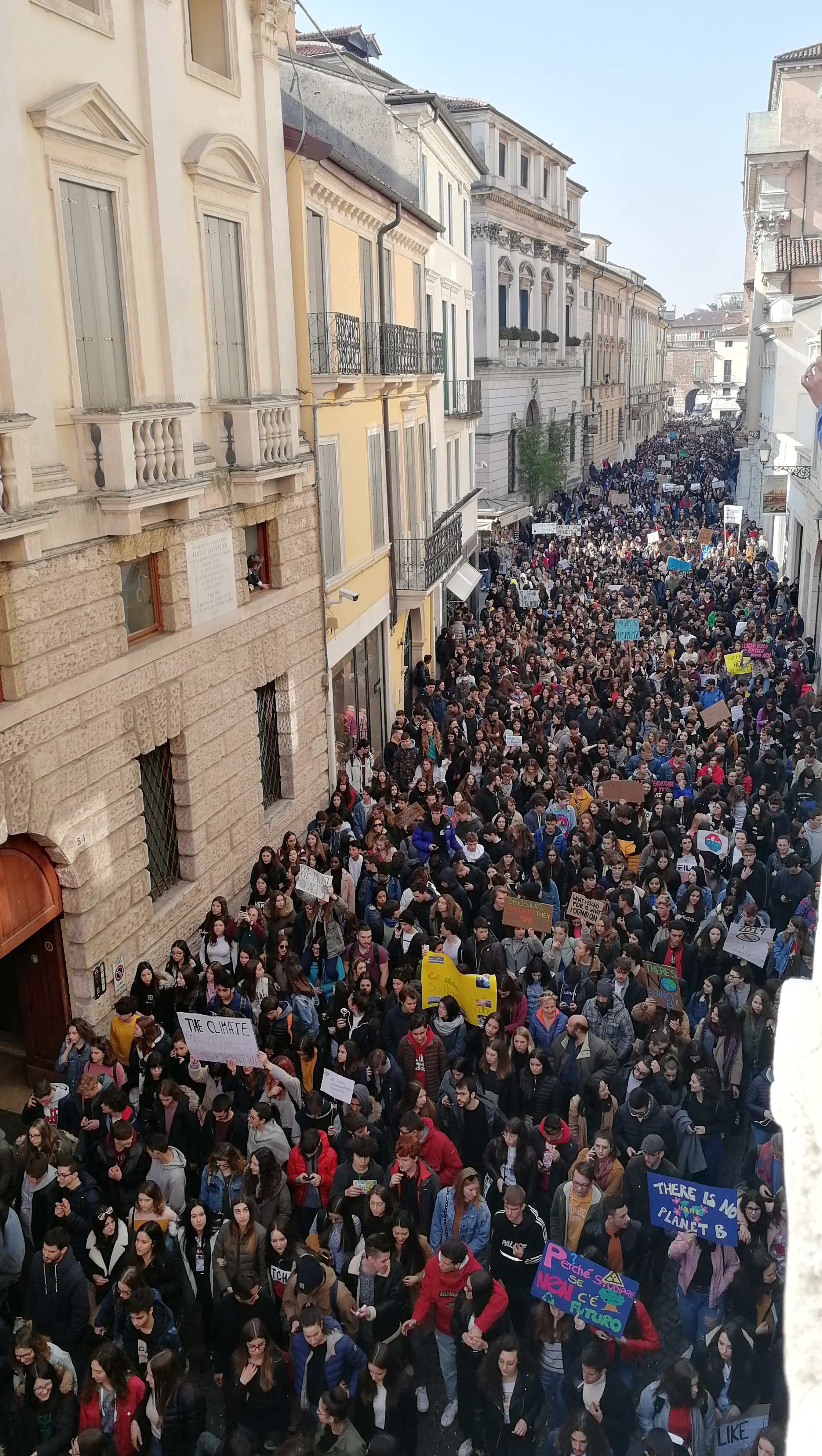
ヴィチェンツァ、2019年3月15日

2018年11月から、彼女に触発されて、世界中でストライキが組織化され始めた。オーストラリアでは、金曜日に何千人もの生徒がストライキを開始し、スコット・モリソン 首相の「学校での学習が増え、活動性が低下した」という呼びかけを無視 、亜鉛メッキCOP24における気候変動会議カトヴィツェ（ポーランド）などストライキは少なくとも270都市で継続的に開催、その後オーストラリア、オーストリア、などの国では12月にベルギー、カナダ、オランダ、ドイツ、フィンランド、デンマーク、日本、スイス、英国、および米国 などに続く。
2019年には、上記の国と、コロンビア、ニュージーランド、ウガンダなどの他の国でストライキが再び組織化 、2019年1月17日と18日に、少なくとも45000学生がスイスとドイツだけで、地球温暖化に関する不十分な政策に抗議した大規模なストライキが行われ 、ドイツと英国を含むいくつかの国では、生徒は投票年齢を16 歳に引き下げるために法律の変更を要求、若者に有利になるようにといった公選に影響を与える 。
ドイツでは、地域グループが組織され、Whatsappグループ内で自律的に通信し、チラシやソーシャルメディアを使用してメッセージを広めた。2019年2月までに、155を超えるローカルグループが運動によってカウントされた 。
ベルギーのフランダース環境大臣、ジョーク・シャウヴリージュが国家安全保障局がベルギーでの学校ストライキが「セットアップ」であったという証拠があると誤って主張、2019年2月5日に辞任 。
英国では、2019年2月13日に、2018年の社会政治運動「 絶滅の反乱」を支持する公開書簡に続いて、224人の学者が「気候変動のための学校のストライキ」に参加する「学生への完全な支援」を与える公開書簡に署名 。2月15日金曜日、英国内の町や都市で60を超えるアクションが行われ、推定15000名のストライカーが参加 。
気候科学者のステファン・ラームストルフ（ポツダム気候影響研究所）は、同日、ドイツのポツダムでの未来の気候ストライキのための金曜日で演説 、2019年2月21日、欧州委員会委員長のジャンクロード・ジャンカーは、気候変動の緩和に数千億ユーロを費やし、EU予算の4分の1に相当するという意思を表明。彼はグレタ・トゥンベルグの隣でのスピーチでこれを発表し、メディアは学校のストライキ運動が発表を引き起こしたと認識した 。
2019年3月5日には、700人のドイツ語を話す研究者が、その国での学校ストライキを支持する声明に署名した 。他の研究者は声明を支持するよう招待され、主にドイツ、オーストリア、スイスの26800もの科学者によって署名された 。
2019年5月9日、シビウでの欧州連合サミットで、ヨーロッパ各地からの運動の代表者がヨーロッパ諸国の複数の国家指導者と会い、16000もの欧州気候ストライカーとその同情者によって署名された公開書簡を彼らに渡した 。

### 2019年3月15日の未来のためのグローバル気候ストライキ
2019年3月15日に、大人に責任を負わせ、気候変動を止めるよう促す一連の学校ストライキが行われた。125か国で世界中の約2200イベントで100万人以上がデモを行う 。
2019年3月1日に、トゥーンベリを含む若者主導の気候ストライキ（3月15日）のグローバル調整グループからの150人の学生が、ガーディアン紙で公開書簡を発表。
スコットランドでは、グラスゴー、エジンバラ、ハイランド、ファイフの市議会が子どもたちにストライキに参加する許可を与え 、フィンランドでは、保護者の同意書が学校に送られ、フィンランドのトゥルク市では、教育委員会が子どもたちがストに参加する憲法上の権利を持っていると宣言した 。
ガーディアンゲスト紙3月15日朝の社説で、上の「私たちは学校であるべきと思いますか？ 今日の気候のストライキは、学校気候ストライカーのツュンベリー、すべての最大の教訓」と題しアンナ・テイラー、ルイサ・ノイバウアー、キーラ・ガントワ、Anunaデ・Wever、アデレード・リエ、ホリー・Gillibrand、アレクサンドリア・Villaseñor ら、印象的に自分の理由を改めて表明する 。
ドイツでは、300000人以上の生徒が230の都市でデモを行い、ベルリンだけでも25000以上が参加  イタリアでは200000人以上の学生がデモを行い（主催者によるとミラノでは100000 ）、モントリオールでは150000以上が参加。ストックホルムで15000から20000、メルボルンで30000、ブリュッセルで30000、ミュンヘンで8000、他の都市では、パリ、ロンドン、ワシントン、レイキャビク、オスロ、ヘルシンキ、コペンハーゲン、東京が含まれる 。南極については、少なくとも7人の科学者が、Alfred Wegener Instituteの Neumayer-Station IIIで支援的な集会を開催した 。

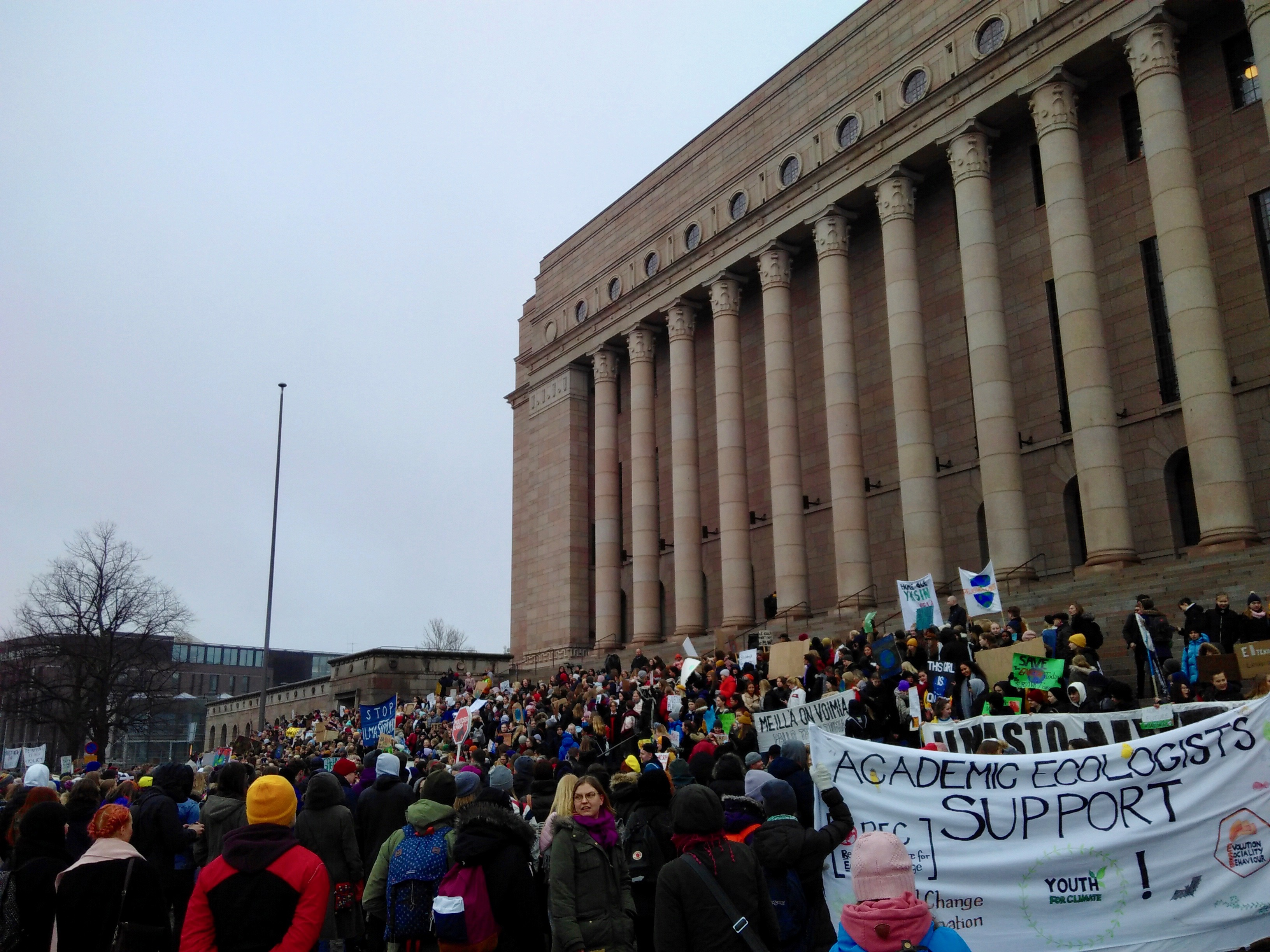
ヘルシンキ 国会議事堂前の気候のための学校ストライキ、2019年3月15日
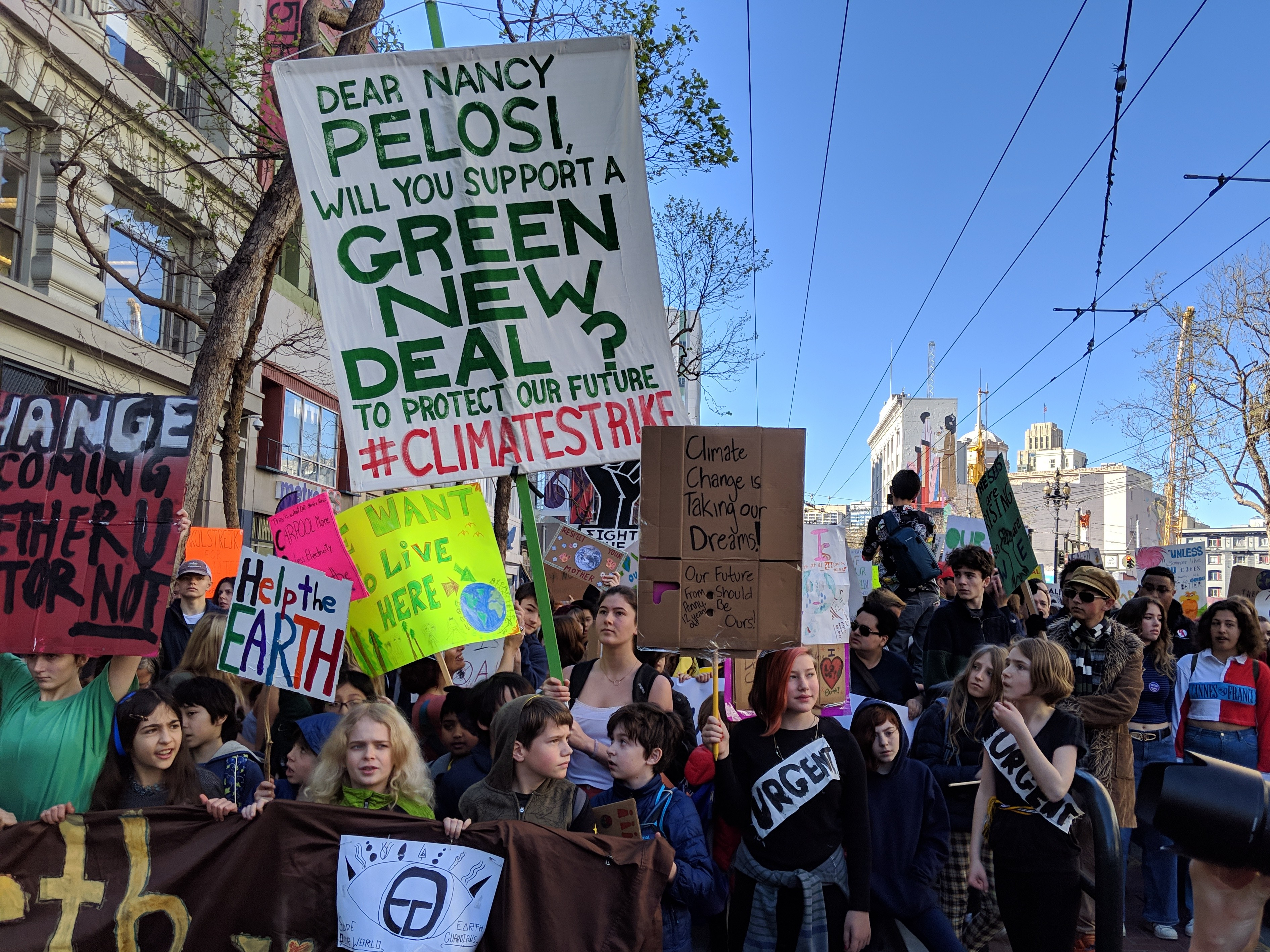
2019年3月15日のサンフランシスコでの学校ストライキ
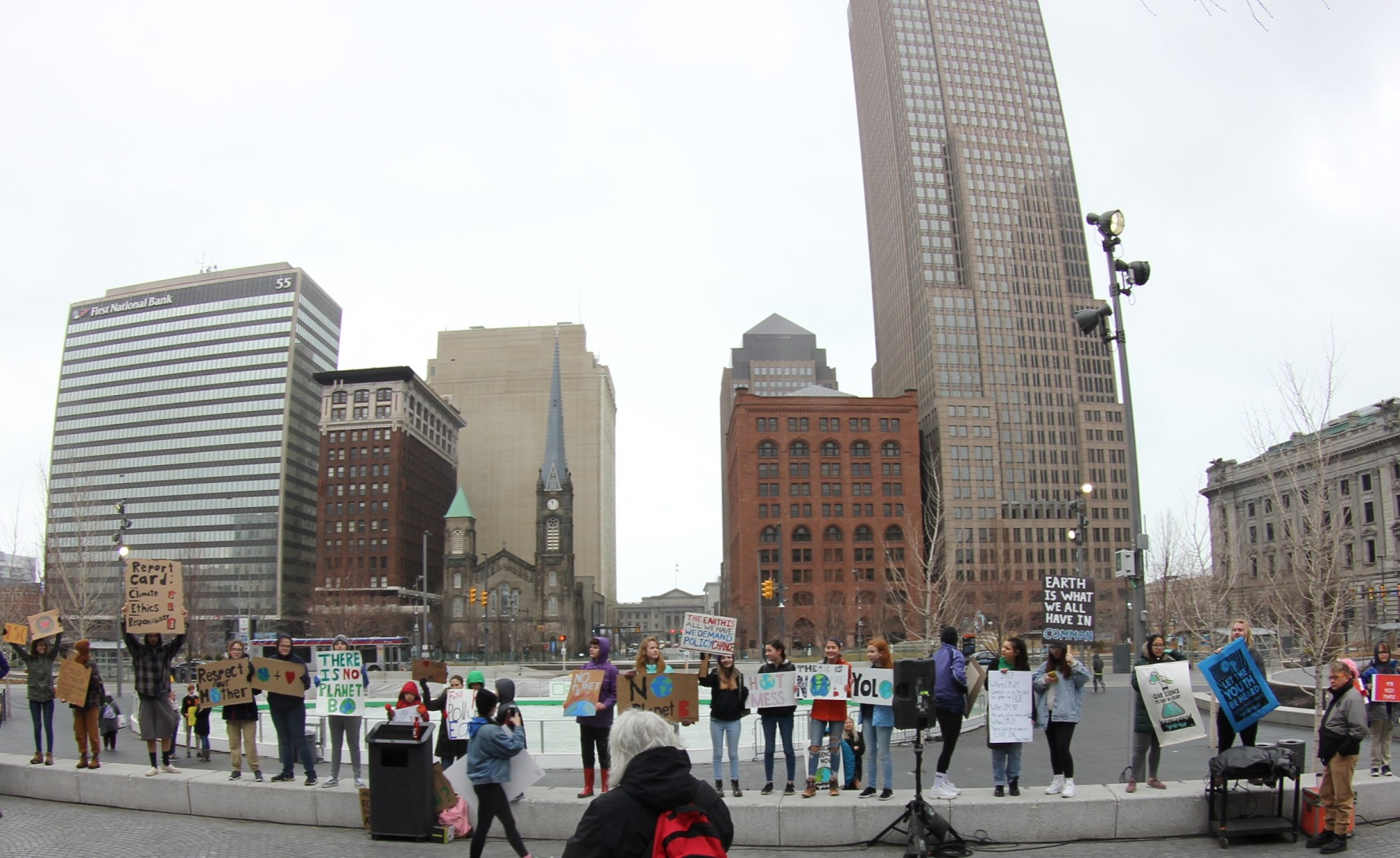
2019年3月15日のクリーブランドでの学校ストライキ
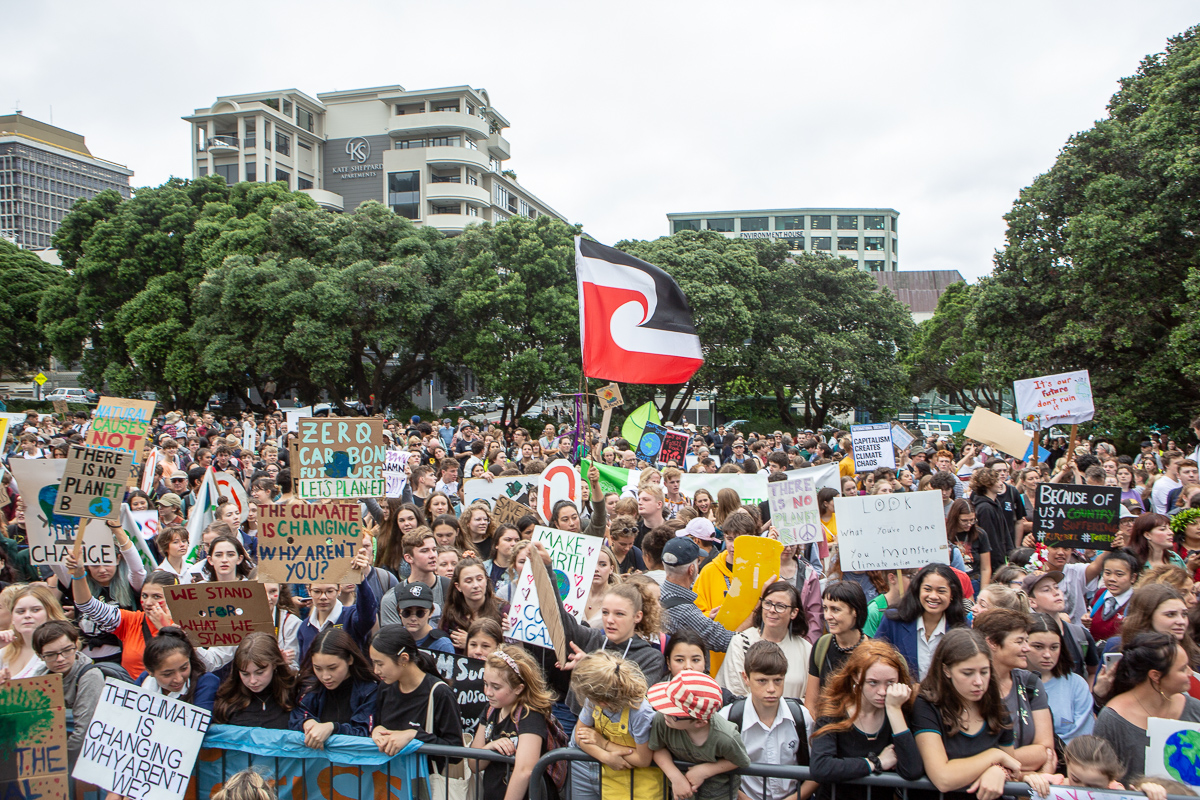
2019年3月15日にウェリントンの気候に対する学校のストライキ
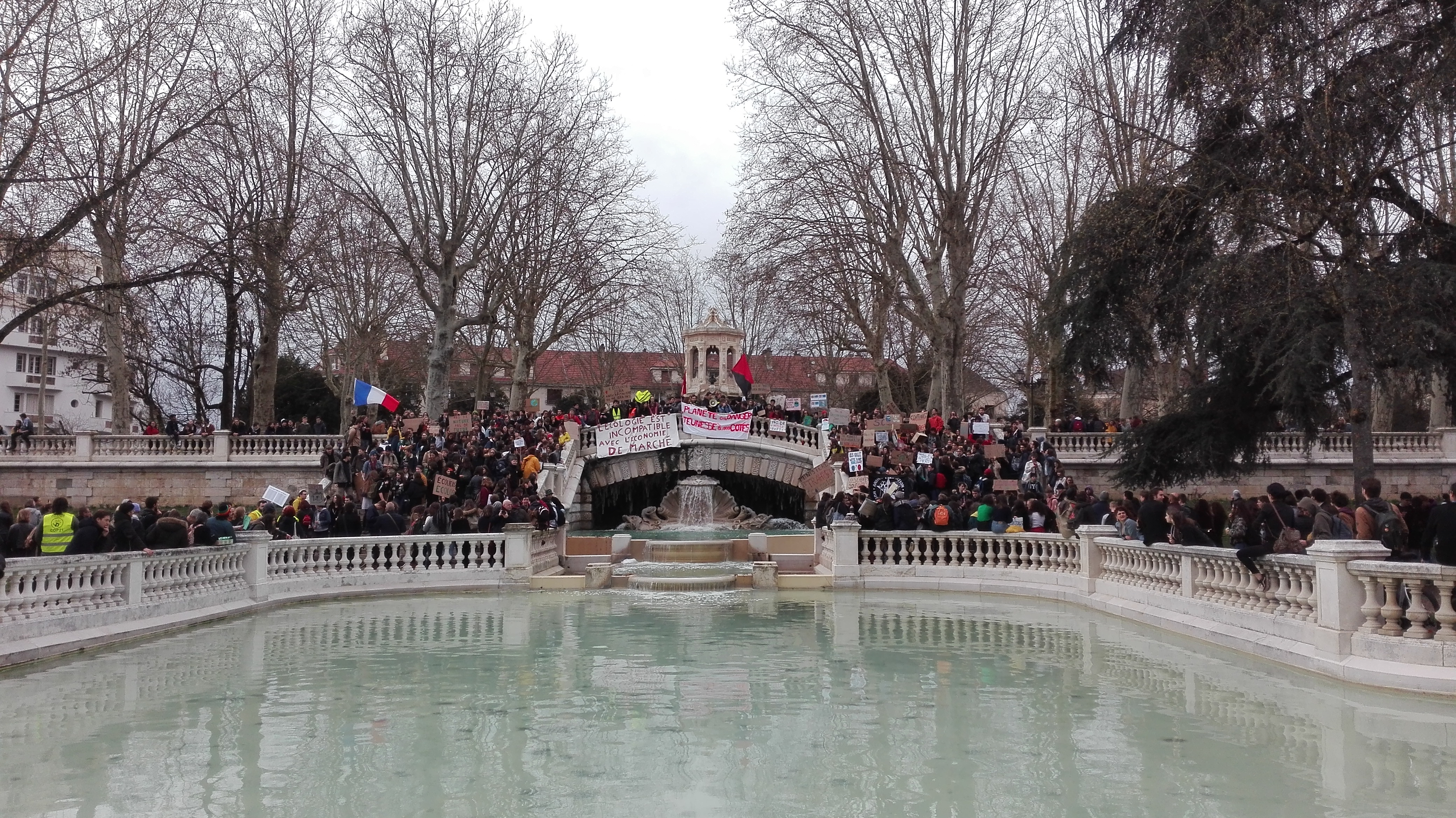
2019年3月15日の地球規模の気候変動に関するディジョン （ フランス、ブルゴーニュ、コートドール ）のジャルダンダルシーの階段からの講演

### 2019年5月24日の第2回地球気候ストライキ

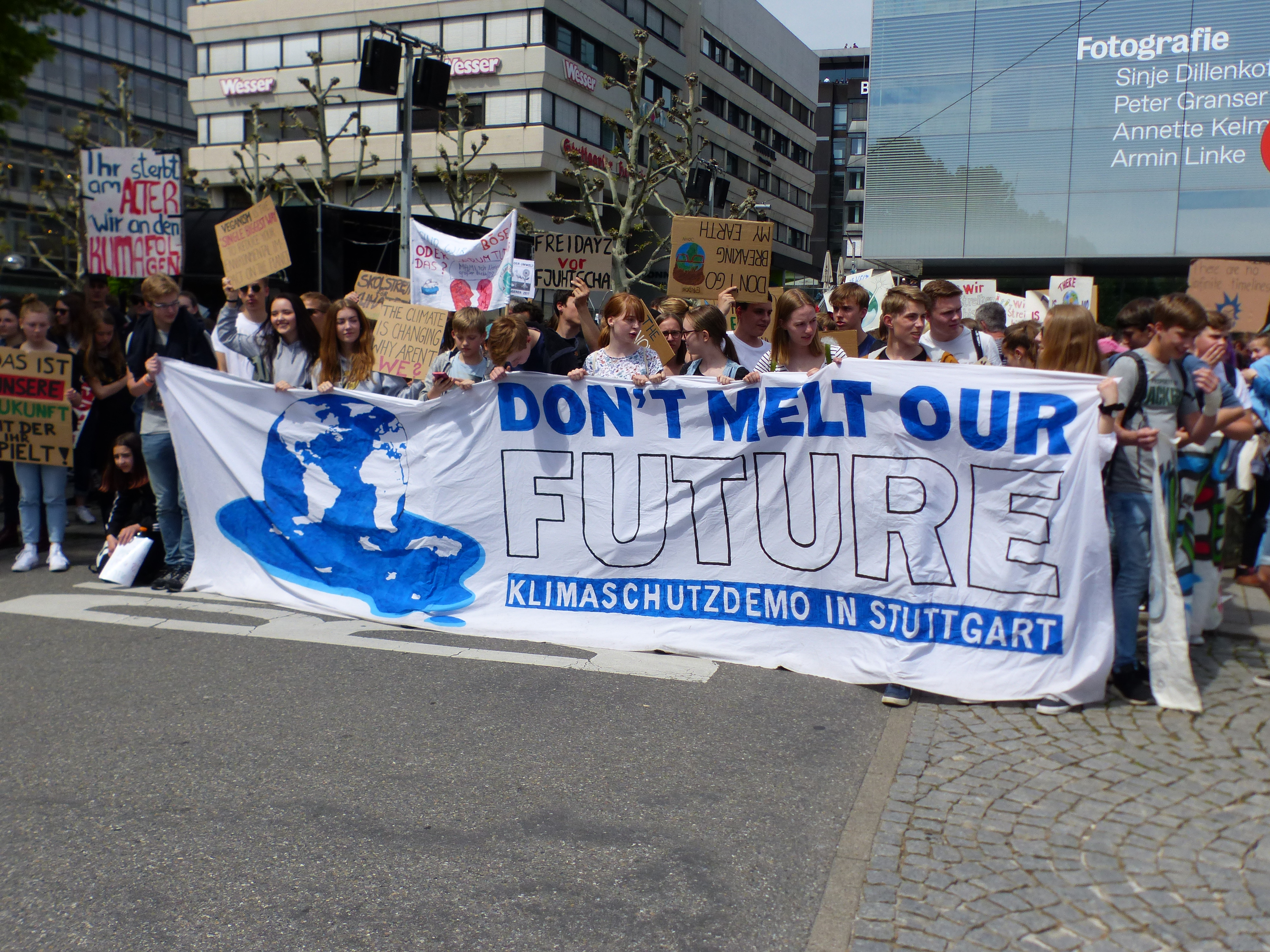
2019年5月24日のシュトゥットガルトでの気候ストライキ

世界的な気候変動の第2の波は、2019年5月24日のニュージーランドとオーストラリアでの行動から始まり  世界中の何十万人もの生徒が、少なくとも125か国の1600以上の町で襲う  が、主催者の1人であるトュンベリーはストライキは4日間の2019年欧州議会選挙に影響を与えるために2日目に行われたと述べた 。当時行われた世論調査は、気候変動が選挙における有権者にとって重要な問題であったこと、ドイツの有権者にとって最も重要な問題であることを示している。

### 2019年6月21日のアーヘンでの国際気候ストライキ
未来のドイツのための金曜日は、17カ国から人々を招待- 「将来のために米国境のない気候正義」はそのモットーの下、アーヘン にて2019年6月21日に主要な気候のストライキを呼びかける。抗議者は、アーヘン中央駅（ ウェストパーク、RWTH およびVaals ）に、運動の異なる章を表して市内のいくつかの場所に集まり 音楽グループらを伴って通りを自転車で歩いたり、運転してTivoliのメインイベントに行くなどして、交通インフラの大部分を数時間ブロックした。一部の抗議者は、大きなポスターを掲げるために家、橋、いくつかのポールを占領。10000から 20000人の数が予想されたが 主催者によると、最終的には40000の抗議者が集まったとし、この平和な出来事をして、これまでにドイツの都市で最大のFFF気候ストライキとなった 。警察は当初予想されていた数字を認めている 。多くの講演者の中にはシリル・ディオン （フランス）、カレン・レイモンド（インド）、Tetetネラ- Lauron（フィリピン）とジェシー（オランダ）、ミラノSCHWARZEとシーナチョム（エンデGelände）など らで、活動を太平洋気候の戦士、Hambach Forestから Alle Dörfer bleiben! （英語： すべての村が残っています！ ）および気候変動対策のためオールイン のイベントに参加したアーティストには、ブラス・ライオット、カルチャ・カンデラ、 Bodo Wartke 、Moop Mama 、Ruslana Lyschytschko、 KingzCorner、Leo HolldackおよびDavide Martello らと デモ参加者の中にあったRezoとアントン・ホフライター らがいる。
このイベントと並行して、2019年の EndeGelände活動家グループが、近くのGarzweiler II露天掘り褐炭鉱山で抗議活動を開始し、週末にさまざまな採掘インフラストラクチャをブロックしたが  FFFDは最近、この運動との連帯を宣言し、状況下では市民の不服従は将来を救うための合法的な抗議となると述べたが、2019年6月22日にすぐ近くのホーチニュキルヒ / ユッヘンで未来の金曜日は法的な側にとどめるよう 別のデモを組織した。

### 2019年8月5〜9日にローザンヌで開催された国際会議
2019年8月5日から9日まで、ローザンヌ大学は「スマイルフォーフューチャー」会議（「 ローザンヌヨーロッパでの夏の会議」）の気候変動運動からの450人の若いヨーロッパ人を受け入れ  2019年8月9日に、会議は、運動によって提案された価値、目的、および対策を記載した「ローザンヌ気候宣言」のデモンストレーションの公開で終了する 。

### 2019年9月のグローバル気候マーチ

国ごとの2019年9月20〜27日の抗議参加者数。
1,000,000+

2019年9月20〜27日のグローバル気候マーチでは、草の根運動Earth Strikeによって提唱されたGlobal Week for Futureも参加となり、主に9月20日と9月27日の2つの金曜日に焦点を当てた。9月23日に国連気候変動サミットの前後に発生するタイミングで、抗議は150か国の4500か所で計画された 。
9月20日の抗議行動の主催者は400万人以上の人々が、世界的なストライキに参加したことを報告したが、これはドイツでの140万人の参加者とオーストラリアの300000名もの抗議を含んでおり  9月27日の抗議には、イタリアで100万人、カナダで数十万人を含む、世界中で200万人を超える人々が集まった 。

### 2022年の運動
2022年9月には「世界気候アクション」が日本各地で開かれた。東京では表参道で高校生や大学生ら約400人が気候変動を止めるのは今しかない」「未来を変えるのは私たち」とデモ行進を行って訴えた。学生などの若者有志でつくる「Fridays For Future（未来のための金曜日、FFF）東京」も活動している。

### 世界気候アクションについて
世界気候アクションデーとして、

### 日本国内のFridays For Future
日本国内には、2025年4月現在、33の団体が活動していて、次の団体が活動している。（Instagramアカウントのリンク）
- Japan / 日本支部
- Furano
- Sapporo
- Aomori
- Iwate
- Sendai
- Yamagata
- Ibaragi
- Nasu
- Gunma
- Saitama
- Chiba
- Tokyo
- Yokohama
- Yokosuka
- Yamanashi
- Niigata
- Kanazawa
- Shinshu
- Shizuoka
- Nagoya
- Shiga
- Kyoto
- Osaka
- Nara
- Kobe
- Hiroshima
- Fukuoka
- Dazaifu
- Nagasaki
- Kumamoto
- Miyazaki
- Kagoshima
- Okinawa

## 科学的背景
科学者の大部分は、地球を暖める温室効果が、人間の活動による大量の二酸化炭素やその他のガスの放出によって大幅に増加することを受けとめている 。歴史的に、火山や微生物による二酸化炭素の排出によって引き起こされる温室効果は、地球が永久に氷に包まれることを妨げていたが、人類が工業化したため、大気中の二酸化炭素が増加し、地球温暖化と気候変動がますます有害になっている。大気から二酸化炭素を取り出す唯一のプロセス（海洋の酸性化による吸収が飽和すると）は、地質学的で数十万年のタイムスケールで風化と炭酸塩やその他の化合物としての岩の形成によって炭素を閉じ込めるとしている。— 植物による炭素の吸収。植生が燃えたり腐敗したりしない限り、せいぜい数世紀のタイムスケールで植生による炭素の吸収による。
化石燃料企業や世界政府の形で権威のある地位にいる大人は、大量の二酸化炭素排出の責任があるとみなされており、それらを削減するにはあまりにも少ない。 12000科学者による2019年の声明によると、「若者の懸念は正当なものであり、利用可能な最高の科学によって裏付けられている」。

### 科学者からのサポート

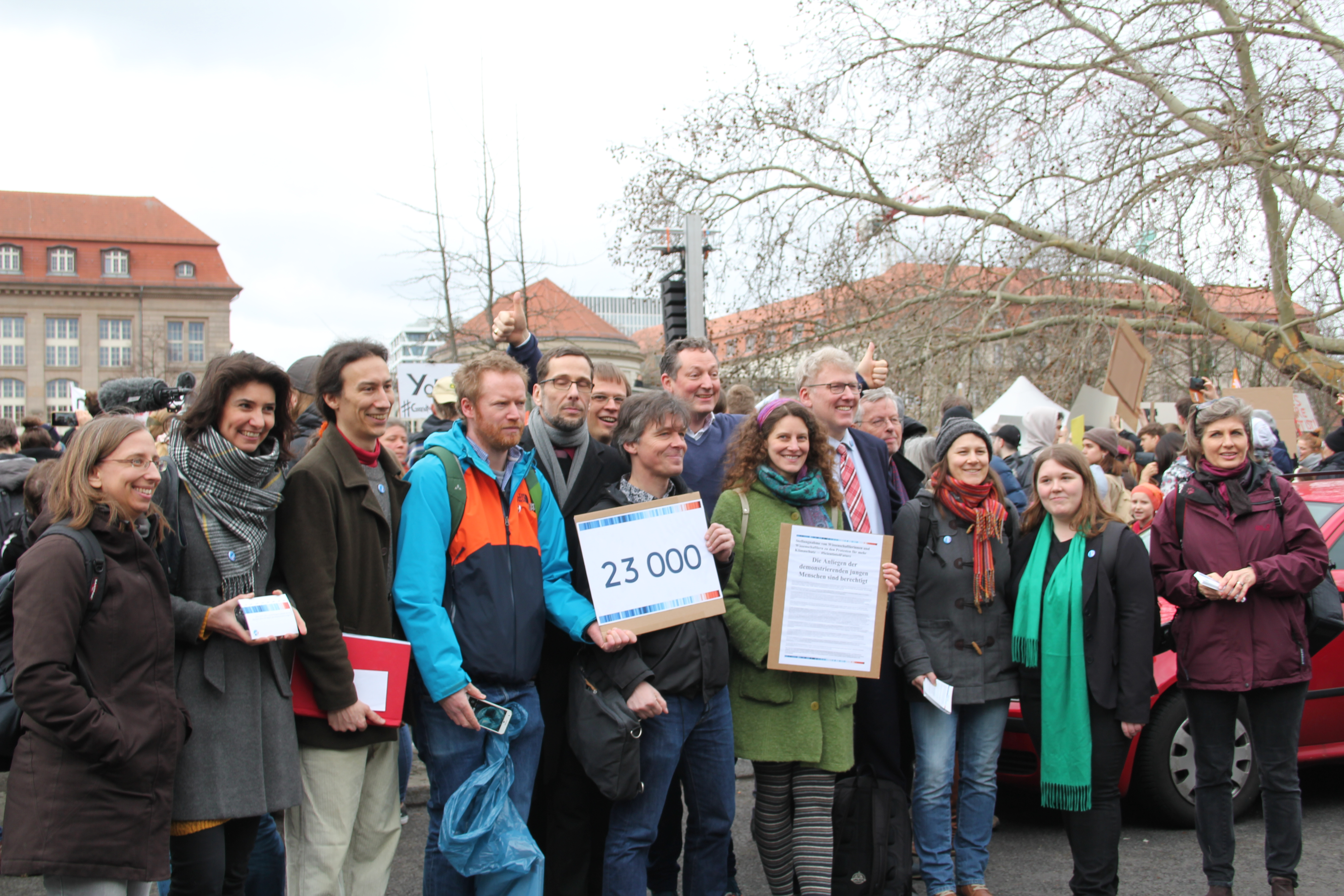
ドイツの科学者Volker Quaschning、Eckart von Hirschhausen、Henning Krause 、Martin Visbeck およびGregor Hagedorn 、Invalidenpark 2019年3月15日の気候行進、ベルリンミッテ、連邦経済エネルギー省の前で

2019年1月31日に、3400人を超えるベルギーの科学者と学者が、学校のストライキを支援する公開状に署名 。書簡には、「気候科学が提供する事実に基づいて、運動家は正しい。それが、科学者として彼らを支援する理由です。」  これに続いて、340人の科学者が署名したオランダの学校ストライキを支持する公開書簡が続き、ストライキを支持するフィンランドの1200研究者が2019年3月11日に署名 。2019年3月にNatureで発表された記事には、科学者による他の多くの支持表現があり、批判はなかった。「気候ストライクのアイデアは革新的です。それは挑発的であり、非暴力的な市民的不服従の正しい形だと思います。」 
ドイツ、オーストリア、およびスイスでは、科学者グループが、運動によって策定された主張の事実の正確性を支持する未来の科学者 （S4F）を設立 。この声明には、26000ドイツ語の科学者と学者が署名した 。
2019年3月14日、ローマクラブは、トゥーンベリとストライキを支持する公式声明を発表し、世界中の政府にこの呼びかけに対応し、世界の炭素排出量を削減するよう促した 。
2019年4月上旬、「若い抗議者の懸念は正当化される」というタイトルの書簡がScienceに掲載された。この書簡は、気候変動の影響者の懸念は「利用可能な最高の科学によって正当化され支持されている」と宣言し、世界中の3000以上の科学者によって署名されていた 。
2019年6月、英国およびその他の地域の教授、著名な公衆衛生学者、王立大学の元大統領を含む1000医療専門家が、展開する生態学的緊急事態に関する「不適切に不十分な」政府政策に対応して、広範な非暴力的な市民不服従を求めた。彼らは、政治家とニュースメディアに、展開中の生態学的緊急事態の事実に立ち向かい、行動を起こすよう求めた。彼らは、学校のストライキ運動と絶滅の反乱を支援した 。

## 学校、政治家、両親による反応
ストライキは、権威のある立場にある大人によって賞賛され、批判されてきた。欧州連合（EU）においての動きは、汎ヨーロッパの当事者が重要なサポートをし、ボルトヨーロッパの前に未来のための親の報告によると、欧州の選挙の2019年4月、将来のために金曜日によって発行されたすべての要求に対し共有していく。
イギリスとオーストラリアの保守的政治家はストライキを不登校と描写みており、一部の子供たちは処罰または逮捕されており  英国のテリーザ・メイ首相は、ストライキを教訓と時間の浪費として批判  の一方で労働党の党首で野党党首のジェレミー・コービンは、ストライキに対する支持を表明 、他の英国党の党首も同様 で 英国のエネルギー大臣クレア・ペリーは、若い頃にはストライキに参加していただろうと述べた。 チャリティジェネレーションチェンジディレクターのデイビッド・リードは、「学校の指導者たちは、過去10年間で教育水準を上げる努力のポイントを逃したようです。生徒たちが気候変動などの問題に十分に関与していないため、教育の優秀さはどのように見えますか？」 
オーストラリアのスコット・モリソン首相は、ストライキ後の「より多くの学習とより少ない活動主義」を求めた。 オーストラリアの教育大臣ダン・テハンは、学校の生徒が問題が重要だと思ったら、放課後または週末に行動を起こすべきだと述べた。
ニュージーランドでは、政治家、地域社会のリーダー、学校からさまざまな反応があった。生徒は、両親または学校の許可なしにストライキに出席したため、一部の校長から不登校とマークされると脅され  ジュディス・コリンズと他の議員らはストライキの影響を軽視したが、気候変動大臣のジェームズ・ショーは週末に抗議している行進者にはほとんど注意を払わないことにも留意して支持を表明 。
2019年3月15日、アントニオ・グテーレス 国連事務総長はストライカーを受け入れ、「私の世代は気候変動の劇的な課題に適切に対応できていないことを認めました。これは若い人たちに深く感じられます。彼らが怒っているのも不思議ではありません。」とし、グテーレスは、2019年9月の国連首脳会議に「2020年までに各国が決定した貢献を強化するための具体的な現実的な計画」で世界の指導者を招待した。

## 受賞歴
2019年6月7日、フューチャーフォーフライデーとトゥーンベリは、アムネスティインターナショナルの良心大使賞を受賞。内藤久美事務局長は次のように述べています。
 「私たちは、世界中の若者活動家が気候危機の現実に立ち向かうように私たち全員に挑戦している決意に謙虚に、インスピレーションを受けています。金曜日の未来に参加するすべての若者は、あなたの良心に基づいて行動することの意味を体現しています。彼らは、私たちが知っているよりも強力であり、気候変動の大惨事から人権を守る上で私たち全員が果たすべき役割があることを思い出させてくれます。」  

## ノート
1. ↑  Except for the "Wald retten - Kohle stoppen!" (English: "Save the forest - Stop coal!") demonstration on 6 October 2018 at the Hambach Forest, which draw some 50000 people, but was more focussed on stopping lignite mining and saving the forest rather than preventing climate change in general.

## 参照資料
1. 1 2 3  “School climate strikes: 1.4 million people took part, say campaigners”. (2019年3月19日) 2019年3月19日閲覧。
2. 1 2  Barclay. “How big was the global climate strike? 4 million people, activists estimate.”. Vox. 2021年3月15日閲覧。
3. 1 2 3  Taylor (2019年9月27日). “Climate crisis: 6 million people join latest wave of global protests”. The Guardian. 2019年9月28日閲覧。
4. 1 2  “The Swedish 15-year-old who's cutting class to fight the climate crisis”. The Guardian (London, United Kingdom). (2018年9月1日) 2018年9月1日閲覧。
5. ↑  “The youth have seen enough”. Greenpeace International. (2019年1月4日) 2019年1月22日閲覧。
6. 1 2 3  “Climate strikes held around the world – as it happened”. The Guardian. (2019年3月15日). ISSN 0261-3077.  オリジナルの2019年3月16日時点におけるアーカイブ。 2019年3月16日閲覧。
7. 1 2  “Photos: kids in 123 countries went on strike to protect the climate”. (2019年3月15日) 2019年3月16日閲覧。
8. 1 2  “Students walk out in global climate strike”. BBC. (2019年5月24日).  オリジナルの2019年5月24日時点におけるアーカイブ。 2019年5月24日閲覧。
9. ↑  “'We're one, we're back': Pupils renew world climate action strike”. Al Jazeera. (2019年5月24日).  オリジナルの2019年5月24日時点におけるアーカイブ。 2019年5月24日閲覧。
10. ↑  Gerretsen. “Global Climate Strike: Record number of students walk out”. CNN. 2019年9月20日時点のオリジナルよりアーカイブ。2019年9月20日閲覧。
11. ↑  “Students From 1,600 Cities Just Walked Out of School to Protest Climate Change. It Could Be Greta Thunberg's Biggest Strike Yet”. Time. (2019年5月24日).  オリジナルの2019年5月26日時点におけるアーカイブ。 2019年5月27日閲覧。
12. ↑  Largest climate strike:
13. 1 2  “Fridays for future, al via i cortei in 180 città italiane: "Siamo più di un milione"”. la Repubblica (2019年9月27日). 2019年9月27日閲覧。
14. 1 2  Murphy (2019年9月27日). “Hundreds of thousands join Canada climate strikes”.  BBC. 2019年9月28日閲覧。
15. ↑  “Climate Strike 2015: Students Skip School demanding Climate Actions”. Climate Strike.  YouTube (2016年3月1日). 2019年3月14日閲覧。
16. ↑  “Climate Strike”. climatestrike.net. 2019年3月14日閲覧。
17. ↑  “How teenage girls defied skeptics to build a new climate movement”. CNN. (2019年2月13日).  オリジナルの2019年2月28日時点におけるアーカイブ。 2019年2月28日閲覧。
18. ↑  “Teen activist on climate change: If we don't do anything right now, we're screwed”. CNN. (2018年12月23日) 2019年2月10日閲覧。
19. ↑  “The Guardian view on teenage activists: protesters not puppets – Editorial”. The Guardian. (2019年2月7日) 2019年2月11日閲覧。
20. ↑  “The Fifteen-Year-Old Climate Activist Who Is Demanding a New Kind of Politics”. The New Yorker (2018年10月2日). 2021年3月15日閲覧。
21. 1 2  “'Our leaders are like children,' school strike founder tells climate summit”. The Guardian. (2018年12月4日)
22. ↑  Tara Law. "Climate Activist Greta Thunberg Arrives in New York After Sailing Across the Atlantic". TIME. (2019-08-28).
23. ↑  “Australian school children defy prime minister with climate strike”. CNN. (2018年11月30日).  オリジナルの2019年2月28日時点におけるアーカイブ。
24. ↑  “FridaysforFuture Vienna” 2018年12月29日閲覧。
25. ↑  “Metro Vancouver students cut class to demand action on climate change”. CBC News. (2018年12月7日)
26. ↑  “More than 1,000 Swiss pupils strike over climate”. Swissinfo. (2018年12月21日)
27. ↑  “La "grève du climat" rassemble des centaines d'étudiants alémaniques” (フランス語). RTS Info. (2018年12月22日). "["Climate strike" brings together hundreds of German-speaking students]"
28. ↑  “Klimatmanifestation över hela landet: "Ödesfråga"” (スウェーデン語). Expressen. (2018年11月30日)
29. ↑  “"I'm Sure Dinosaurs Thought They Had Time, Too": Over 12,000 Students Strike in Brussels Demanding Bold Climate Action”. Common Dreams. (2010年1月17日)
30. ↑  “En Suisse, l’heure de l’urgence climatique a sonné” (フランス語). Le Temps. (2019年1月18日). "Ce mouvement d’ampleur nationale a vu 22 000 gymnasiens, apprentis et étudiants crier à l’urgence climatique dans les rues de Lausanne, Fribourg ou Saint-Gall au lieu d’aller en classe. [This nationwide movement saw 22000 high-schoolers, apprentices and students shouting at the climatic emergency in the streets of Lausanne, Fribourg or St. Gallen instead of going to class.]"
31. ↑  “Les jeunes se sont mobilisés pour le climat un peu partout en Suisse” (フランス語). Radio Télévision Suisse. (2019年1月18日). "En tout, une quinzaine de villes participent à cette action. [In all, about fifteen cities participate in this action.]"
32. ↑  “Schüler streiken für Klimaschutz: "It's our fucking future" [Pupils strike for climate protection]” (ドイツ語). Mitteldeutscher Rundfunk (MDR). (2019年1月18日).  オリジナルの2019年2月18日時点におけるアーカイブ。. "Am Freitag haben Kinder und Jugendliche in mehr als 50 Städten in ganz Deutschland protestiert. Etwa 25.000 junge Menschen sind nach Angaben von Fridays for Future bundesweit auf die Straßen gegangen. Halle war die einzige Stadt in Sachsen-Anhalt, die sich an der Demo beteiligt hat."
33. ↑  “The grown-ups have failed miserably on climate change”. The Independent. (2019年2月14日)
34. ↑  Carlotta Grünjes (2019年). “Make the World Greta Again”. New Federalist 2019年6月17日閲覧。
35. ↑  “Belgian minister resigns over school-strike conspiracy claims”. The Guardian (London, United Kingdom). (2019年2月5日). ISSN 0261-3077 2019年2月5日閲覧。
36. ↑  “School climate strike children’s brave stand has our support”. The Guardian. (2019年2月13日) 2019年2月13日閲覧。
37. ↑  “Academics back UK schools' climate change strikes”. The Guardian. (2019年2月13日) 2019年2月13日閲覧。
38. ↑  “UK pupils to join global strike over climate change crisis”. The Guardian. (2019年2月8日) 2019年2月11日閲覧。
39. ↑  “Schoolchildren go on strike over climate change”. BBC News. (2019年2月15日) 2019年2月15日閲覧。
40. ↑  Rahmstorf (2019年2月15日). “#FridaysForFuture — Schüler kämpfen für Klimaschutz” (ドイツ語). KlimaLounge. 2019年2月19日閲覧。 “Ich war von den Potsdamer Schülern eingeladen worden, auf der heutigen Demonstration vor dem Landtag ein paar Worte zu sagen. Diese Einladung habe ich gerne angenommen. [I had been invited by the Potsdam school pupils to say a few words at the demonstration today in front of the [Brandenburg] state parliament. I gladly accepted this invitation.]”
41. ↑  “Swedish student leader wins EU pledge to spend billions on climate”. Reuters. (2019年2月21日) 2019年3月11日閲覧。
42. ↑  “700 Wissenschaftler und Prominente unterstützen Klimastreik [700 scientists and prominent people support climate strike]”. Der Tagesspiegel (Berlin, Germany). (2019年3月5日) 2019年3月5日閲覧. "[Solidarity with student demonstrations: hundreds of researchers believe the protests are justified. In a petition they call for a quick change in climate policy.]"
43. ↑  “Unterschriften”. Scientists for Future. 2019年5月30日閲覧。
44. ↑  “Team”. Scientists for Future. 2019年5月30日閲覧。
45. ↑  “Anuna ontmoet in Roemenië Macron en Michel: “Europees continent moet tegen 2050 klimaatneutraal worden”” (オランダ語). Het Laatste Nieuws. (2019年5月9日) 2019年5月9日閲覧。
46. ↑  “Offener Brief von Greta und 16.000 Schülern: "Liebe EU-Staatchefs, wir fühlen uns verraten!"” (ドイツ語). Stern. (2019年5月9日) 2019年5月9日閲覧。
47. ↑  D'Amico, Fortunato (2019年5月9日). “Clima, non solo Greta: un’altra attivista tedesca incontra 9 capi di governo e li esorta ad agire” (イタリア語). Meteo Web 2019年5月9日閲覧。
48. ↑  Global coordination group of the youth-led climate strike (2019年3月1日). “Climate crisis and a betrayed generation”. The Guardian.  オリジナルの2019年3月1日時点におけるアーカイブ。 2019年3月1日閲覧。
49. ↑  Seipel (2019年3月11日). “Thousands of Scottish students to be allowed to miss school to join climate protests”. TheHill.com. 2019年3月14日閲覧。
50. ↑  “Osa nuorista pelkää, uskaltaako perjantain ilmastolakkoon osallistua koulun asenteen takia: Näin rehtorit yrittävät suitsia lakkoilijoita”. Yle.fi. 2019年3月14日閲覧。
51. ↑  “Turun koulutoimenjohtaja: "Ilmastolakko lapsen perustuslaillinen oikeus, ei voida kieltää"”. Ts.fi (2019年3月14日). 2019年3月14日閲覧。
52. ↑  “Think we should be at school? Today’s climate strike is the biggest lesson of all”. The Guardian. (2019年3月15日) 2019年3月15日閲覧。
53. ↑  Staude (2019年3月15日). “300.000 bei "Fridays for Future" in Deutschland” (ドイツ語). Klimareporter. 2019年3月15日時点のオリジナルよりアーカイブ。2019年3月15日閲覧。
54. ↑  “Klima-Demos – von Berlin bis Sydney” (ドイツ語). Tagesschau.  ARD (2019年3月15日). 2019年3月16日時点のオリジナルよりアーカイブ。2019年3月16日閲覧。 “#Fridaysforfuture mobilisierte auch in Deutschland Hunderttausende Menschen. Bundesweit waren 220 Proteste angekündigt, an denen sich laut Veranstaltern rund 300.000 Menschen beteiligten. Die meisten Teilnehmer gab es bei der Demonstration in Berlin, wobei die Angaben über die Teilnehmerzahl schwanken. Die Polizei zählte bis zu 20.000 Menschen, die bei dem Zug mitliefen. In München kamen nach Behördenangaben rund 10.000 Teilnehmer zusammen, 6000 versammelten sich in Frankfurt am Main. Auch in anderen Städten wie Köln, Bremen, Hannover und Nürnberg wurde protestiert. [#Fridaysforfuture also mobilised hundreds of thousands of people in Germany. Nationwide 220 protests were announced, in which, according to organisers, about 300000 people participated. Most participants were at the demonstration in Berlin, for which the information on the number of participants varies. The police counted up to 20000 people walking along the march. In Munich, according to authorities, about 10000 participants came together, 6000 gathered in Frankfurt am Main. Protests also happened in other cities such as Cologne, Bremen, Hanover and Nuremberg.]”
55. ↑  “These Photos of Kids Protesting Climate Change All Over the World Will Give You Hope for the Future”. Mother Jones. (2019年3月15日).  オリジナルの2019年3月24日時点におけるアーカイブ。 2019年3月24日閲覧。
56. ↑  “#FridaysForFuture Overwinterer at the Neumayer Station III in the #Antarctic support the #SchoolStrike4Climate #ScientistsForFuture”. AWI Media. (2019年3月15日).  オリジナルの2019年3月24日時点におけるアーカイブ。 2019年3月24日閲覧。
57. ↑  “Students walk out in global climate strike”. BBC. (2019年5月24日) 2019年5月24日閲覧。
58. ↑  “'We're one, we're back': Pupils renew world climate action strike”. www.aljazeera.com. (2019年5月24日) 2019年5月24日閲覧。
59. ↑  CNN. “Global Climate Strike: Record number of students walk out”. CNN. 2019年5月25日閲覧。
60. ↑  Haynes, Suyin (2019年5月24日). “Students From 1,600 Cities Just Walked Out of School to Protest Climate Change. It Could Be Greta Thunberg's Biggest Strike Yet”. Time 2019年5月27日閲覧。
61. ↑  “Aachen: Fridays for Future-Protest – Reportage und Interviews” (ドイツ語). Tagesschau.  ARD (2019年6月21日). 2019年6月21日閲覧。
62. ↑  “Sie meinen es ernst” (ドイツ語). Zeit Online (2019年6月21日). 2019年6月22日時点のオリジナルよりアーカイブ。2019年6月22日閲覧。
63. ↑  “"Fridays for Future"Zehntausende demonstrieren in Aachen für mehr Klimaschutz” (ドイツ語).  Deutschlandfunk (2019年6月21日). 2019年6月22日閲覧。
64. ↑  “Germany: Aachen hosts 'Fridays for Future' climate rally”. DW – Made for Minds.  Deutsche Welle (2019年6月22日). 2019年6月22日時点のオリジナルよりアーカイブ。2019年6月21日閲覧。
65. ↑  “Fridays for Future – Aachen 21 Juni 2019” (2019年6月21日). 2019年6月25日閲覧。 [45:35 min]
66. ↑  “Fridays For Future in AACHEN – FFF Klimastreik 21.06.2019 Fridaysforfuture” (ドイツ語). Ukulele Einhorn (2019年6月21日). 2019年6月29日閲覧。 [29:37 min]
67. ↑  Der Pilger (2019年6月21日). “Fridays for Future Demo Aachen 21.6.19” (ドイツ語). 2019年6月29日閲覧。 [2:39:25 min]
68. ↑  jkl/dpa (2019年6月21日). “Klimaschutz-Protest in Aachen – Tausende Schüler bei erster internationaler "Fridays for Future"-Demo – In Aachen ist die bisher größte zentrale Fridays-For-Future-Demonstration gestartet. Zehntausende Teilnehmer aus mehreren europäischen Ländern gingen auf die Straße.” (ドイツ語). Spiegel Online. 2019年6月21日時点のオリジナルよりアーカイブ。2019年6月21日閲覧。
69. ↑  “"Fridays for Future" in Aachen: Liveblog zur Großdemo am Tivoli” (ドイツ語) (2019年6月21日). 2019年6月21日時点のオリジナルよりアーカイブ。2019年6月21日閲覧。
70. ↑  “KingzCorner News”.  Aachen, Germany:  KingzCorner e.V. (2019年6月25日). 2019年6月29日閲覧。
71. ↑  “"Ende Gelände" besetzt Tagebau Garzweiler – Polizisten bei Sturm verletzt – Bei den Demos im Rheinischen Revier haben Aktivisten von "Ende Gelände" den Tagebau gestürmt. Mindestens zwei Polizisten wurden wohl verletzt.” (ドイツ語) (2019年6月22日). 2019年6月22日閲覧。
72. ↑  “Ende Gelände legt Rheinisches Revier still – Tagebau Garzweiler blockiert, Hambach Bahn sowie Nord-Süd Bahn besetzt” (ドイツ語). Leipziger Internet Zeitung (2019年6月22日). 2019年6月22日時点のオリジナルよりアーカイブ。2019年6月22日閲覧。
73. ↑  “Kohlebahn seit 15 Stunden blockiert: 6.000 Aktivist*innen in Aktion” (ドイツ語). Leipziger Internet Zeitung (2019年6月22日). 2019年6月22日時点のオリジナルよりアーカイブ。2019年6月22日閲覧。
74. ↑  dpa (2019年6月22日). “"Fridays For Future" sammelt sich zum Protest am Tagebau” (ドイツ語). Barknanger Kreiszeitung. 2019年6月22日閲覧。
75. ↑  “Der lange Zug von Aachen [The long train of Aachen]” (ドイツ語). Frankfurter Allgemeine Zeitung (FAZ). (2019年6月21日).  オリジナルの2019年6月21日時点におけるアーカイブ。 2019年6月21日閲覧. "„Wir erachten zivilen Ungehorsam als legitime Protestform. Er ist zwingend notwendig zum Schutz unserer Zukunft.“ […] „Fridays for Future wird auf der legalen Seite bleiben.“"
76. ↑  “"Fridays for Future": Internationaler Klimastreik in Aachen – "Fridays for Future" in Aachen "Oma, was ist ein Schneemann?"” (ドイツ語). Tagesschau.  ARD (2019年6月21日). 2019年6月21日時点のオリジナルよりアーカイブ。2019年6月21日閲覧。
77. ↑  Official website of the "SMILE for Future" meeting (page visited on 2019-08-09).
78. ↑  “'SMILE for Future': Lausanne environment activists call for action on global warming” (英語). Swissinfo. (2019年8月9日) 2019年8月10日閲覧。
79. ↑  "Lausanne Climate Declaration", SMILE for Future, 2019-08-09 (page visited on 2019-08-09).
80. ↑  Feller (2019年9月17日). “The World Is Burning, and Teens Are Fighting: What to Know About the Global Climate Strike” (英語). Elle. 2019年9月20日時点のオリジナルよりアーカイブ。2019年9月19日閲覧。
81. ↑  Milman (2019年9月20日). “US to stage its largest ever climate strike: 'Somebody must sound the alarm'”. The Guardian. 2019年9月20日時点のオリジナルよりアーカイブ。2019年9月20日閲覧。
82. ↑  Tollefson (2019年9月18日). “The hard truths of climate change — by the numbers”. Nature. 2019年9月19日時点のオリジナルよりアーカイブ。2019年9月20日閲覧。
83. ↑  “Rekordzahlen bei Klimademos: In Deutschland demonstrieren 1,4 Millionen Menschen” (ドイツ語). www.zdf.de. 2019年9月21日閲覧。
84. ↑  “'It's our future': Climate strike draws 'hundreds of thousands' to rallies across Australia demanding action” (英語). ABC News (2019年9月20日). 2019年9月21日閲覧。
85. ↑  “「今すぐ行動しないと…」15歳が訴えた　東京で400人、世界気候アクションに集う若者の「切迫した思い」”.  東京新聞 (2022年9月24日). 2023年3月18日閲覧。
86. ↑  
“Joint Science Academies' Statement” (PDF) (2005年). 2013年9月9日時点のオリジナルよりアーカイブ。2019年6月22日閲覧。
87. ↑  Carbon Brief (2012年1月16日). “How long do greenhouse gases stay in the air?”. 2019年6月22日閲覧。
88. ↑  Taylor (2019年2月27日). “Is Alexandria Ocasio-Cortez right to ask if the climate means we should have fewer children?”. 2019年6月22日閲覧。
89. 1 2  “Thousands of scientists are backing the kids striking for climate change”. Nature 567 (7748):  291–292. (2019). doi:10.1038/d41586-019-00861-z. ISSN 0028-0836.
90. ↑  Scientsts4Climate (2019年1月31日). “Strengthen your climate ambitions!”. 2019年4月14日閲覧。
91. ↑  “Meer dan 3.400 wetenschappers zetten feiten op een rij in open brief: "Klimaatbetogers hebben groot gelijk"”. vrtnws. (2019年1月31日) 2019年1月31日閲覧。
92. ↑  “350 scientists back Dutch school kids climate demonstration”. DutchNews. (2019年2月7日) 2019年2月9日閲覧。
93. ↑  “Yli 1200 tutkijaa tukee ilmastolakkoilevia nuoria: "Planeetan hyväksikäyttö on lastemme laiminlyöntiä"”. Yle.fi. 2019年3月14日閲覧。
94. ↑  Nehls (2019年3月12日). “Scientists4Future - Wissenschaftler unterstützen Schülerdemos für den Klimaschutz” (ドイツ語).  Deutschlandfunk. 2019年3月16日時点のオリジナルよりアーカイブ。2019年3月16日閲覧。
95. ↑  Rahmstorf (2019年3月15日). “12 000 Wissenschaftler stellen sich hinter die streikenden Schüler” (ドイツ語). scilogs.spektrum.de. 2019年3月16日時点のオリジナルよりアーカイブ。2019年3月16日閲覧。 “Update 15.3.: wir haben noch bis gestern Abend weiter gesammelt – ein paar Tage mehr und jetzt haben schon mehr als 23 000 Forscher unterschrieben!”
96. ↑  Hagedorn (2019年3月12日). “Pressemitteilung für Deutschland der Initiative Scientists for Future” (ドイツ語). 2019年3月16日時点のオリジナルよりアーカイブ。2019年3月16日閲覧。
97. ↑  dpa (2019年3月15日). “Schüler in über 100 Staaten demonstrieren für mehr Klimaschutz” (ドイツ語). Frankfurter Allgemeine Zeitung (FAZ).  オリジナルの2019年3月16日時点におけるアーカイブ。 2019年3月16日閲覧。
98. ↑  “The concerns of the young protesters are justified: A statement by Scientists for Future concerning the protests for more climate protection”. GAIA – Ecological Perspectives for Science and Society (oekom verlag（）) 28 (2):  79–87. (2019). doi:10.14512/gaia.28.2.3. (9 pages)
99. ↑  “Statement in support of global student climate protests”.  Winterthur, Switzerland:  Club of Rome (2019年3月14日). 2019年3月24日時点のオリジナルよりアーカイブ。2019年3月18日閲覧。
100. ↑  “Concerns of young protesters are justified”. Science 364 (6436):  139–140. (2019-04-12). doi:10.1126/science.aax3807. PMID 30975882.  オリジナルの2019-04-14時点におけるアーカイブ。 2019年4月14日閲覧。.
101. ↑  Matthew Taylor (2019年6月27日). “Doctors call for nonviolent direct action over climate crisis”. 2019年6月27日閲覧。
102. ↑  Parents For Future Karlsruhe (2019年8月15日). “Parents For Future: Antworten der Parteien” (ドイツ語). klimawahl-2019.eu. 2019年9月13日閲覧。
103. ↑  Josh Barrie (2019年6月21日). “Three schoolgirls have been banned from their end of year prom after going on a climate emergency march”. 2019年6月22日閲覧。
104. ↑  Charlotte England (2019年4月12日). “School Climate Strikes: Tens of Thousands of Children Skip Class in Third National Action”. RightsInfo. 2019年6月23日閲覧。
105. ↑  McGuinness (2019年2月15日). “Theresa May criticises pupils missing school to protest over climate change”. sky news.  Sky UK. 2019年3月12日閲覧。
106. ↑  Corbyn, Jeremy [@jeremycorbyn] (15 February 2019). “Climate change is the greatest threat that we all face but it is the school kids of today whose futures are most on the line. They are right to feel let down by the generation before them and it’s inspiring to see them making their voice heard today.#SchoolStrike4Climate”. X（旧Twitter）より閲覧. {{cite web2}}: Cite webテンプレートでは|access-date=引数が必須です。 (説明)
107. ↑  Corbyn, Jeremy [@jeremycorbyn] (12 April 2019). “I support the young people striking today and thank them for taking action. We urgently need to decarbonise the economy, invest in green jobs to rebuild our communities, and protect those most vulnerable to the impacts of climate change”. X（旧Twitter）より閲覧. {{cite web2}}: Cite webテンプレートでは|access-date=引数が必須です。 (説明)
108. ↑  Corbyn, Jeremy; Sturgeon, Nicola; Cable, Vince; Berry, Siân (2019年3月15日). “Do UK politicians support the climate strike? Party leaders respond | Jeremy Corbyn and others” (英語). The Guardian. ISSN 0261-3077 2019年5月9日閲覧。
109. ↑  “Climate strike: Schoolchildren protest over climate change”. BBC News (2019年2月15日). 2019年6月20日閲覧。
110. ↑  “If children don't join the climate strike, their schools are underachieving”. The Guardian. (2019年3月14日). ISSN 0261-3077 2019年4月11日閲覧。
111. ↑  “Scott Morrison, student climate strike: PM calls for ‘less activism in schools’”. www.news.com.au. 2019年3月16日閲覧。
112. ↑  “'Worse than Voldemort': Global students' strike targets climate change” (2019年3月15日). 2019年3月18日閲覧。
113. ↑  Woolf (2019年3月7日). “Students who strike for climate change will be marked as truants, principals say”. climate news.  Stuff Limited. 2019年3月12日閲覧。
114. ↑  “'Not going to help the world one bit' Judith Collins says as MPs voice opinions about school students' climate change protest”. TVNZ 2019年3月16日閲覧。
115. ↑  “Telling students whether to take part in climate change strike 'patronising', Shaw says”. Stuff. 2019年3月16日閲覧。
116. ↑  “Student climate change strike: Rules don't matter when you're fighting for your future”. Stuff. 2019年3月16日閲覧。
117. ↑  “The climate strikers should inspire us all to act at the next UN summit”. The Guardian. (2019年3月15日) 2019年3月18日閲覧。
118. ↑  “Climate activists Greta Thunberg and the Fridays for Future movement honored with top Amnesty International award” (英語). Amnesty International USA. 2019年6月7日閲覧。
119. ↑  “Sonntag: Fridays for Future und Pulse of Europe auf dem Platz der Alten Synagoge” (ドイツ語) (2019年2月28日). 2019年4月10日閲覧。
120. ↑  “Gemeinsame Aktion in Koblenz "Pulse of Europe" demonstriert mit "Fridays for Future"” (ドイツ語).  Südwestrundfunk (2019年4月7日). 2019年4月10日閲覧。